# Курамагомедов, Омарасхаб Абдуллаевич
Омарасхаб Абдуллаевич Курамагомедов (1 января 1965, с. Содаб, Чародинский район, Дагестанская АССР, РСФСР, СССР) — советский борец, российский тренер по вольной борьбе, судья международной категории, мастер спорта СССР, заслуженный работник физической культуры и спорта Республики Дагестан.

## Спортивная карьера
Является тренером-преподавателем махачкалинской спортивной школы имени Гамида Гамидова, тренер высшей квалификационной категории. Является судьёй международной категории. В сентябре 2012 года был руководителем дагестанской делегации борцов на турнире в Киеве, организованного армянской диаспорой. В феврале 2013 года вновь был руководителем дагестанской делегации, состоящей из 9 борцов на турнире в Киеве. В ноябре 2013 года секундировал Мурада Нухкадиева на турнире в Грозном. В середине октября 2014 года во Владикавказе на молодёжный турнир по вольной борьбе памяти Юрия Гусов, возглавлял делегацию Дагестана, состоящую из 24 борцов.

## Известные воспитанники
- Чамсулвараев, Чамсулвара Багомедович — чемпион Европы, призёр чемпионатов мира и России[6]
- Чухалов, Магомед Магомедалиевич — чемпион Казахстана по греко-римской борьбе[7];
- Шаалов, Хайбула Шаалович — призёр чемпионата России[8]
- Шихджамалов, Якуб Шихджамалович — призёр чемпионата России[9];
- Нажмудинов, Омарасхаб Магомедович — чемпион Европы среди кадетов[10];

## Личная жизнь
Является другом заслуженного тренера России Анвара Магомедгаджиева.